# Kovambo Nujoma
Kovambo Katjimune Nujoma, M.B.O.S. (sinh ngày 10 tháng 3 năm 1931) là một nhân vật chính trị người Namibia.
Nujoma, vợ của cựu Tổng thống Sam Nujoma, là phụ nữ làm Đệ nhất Phu nhân đầu tiên của Namibia trong mười lăm năm từ sáng tạo của đất nước vào năm 1990 cho đến năm 2005. Bà được mệnh danh là "Mẹ của dân tộc".
Nujoma được sinh ra với tên Kovambo Theopoldine Katjimune Mushimba vào ngày 10 tháng 3 năm 1931. Là con gái của Johannes và Kandorera Mushimba (nay đã qua đời), anh chị em của Nujoma bao gồm Aaron Mushimba, một doanh nhân và nhân vật độc lập ủng hộ SWAPO.
Bà kết hôn với Sam Nujoma vào ngày 6 tháng 5 năm 1951. Cặp đôi này có ba con trai và hai con gái; Utoni Nujoma (1952), John Nujoma (1954), Sakaria "Zacky" Nujoma (1957), Nelago Nujoma (1959), mất 18 tháng trong khi Nujoma lưu vong và Usuta Nujoma (1964). [3] Kovambo Nujoma ở lại Tây Nam Phi trong một thập kỷ sau khi lưu vong Sam Nujoma, lãnh đạo của SWAPO và Quân đội Giải phóng Nhân dân nổi dậy của Namibia, trước khi đi theo chồng.
Kovambo Nujoma trở thành Phu nhân đầu tiên của Namibia khi thành lập quốc gia này vào ngày 21 tháng 3 năm 1990. Bà làm Đệ nhất Phu nhân trong ba nhiệm kỳ, cho đến khi Tổng thống Sam Nujoma nghỉ hưu vào ngày 21 tháng 3 năm 2005.